# Мая Кеуц
Ма́я Ке́уц (словен. Maja Keuc; нар. 16 січня 1992 року, Марибор, Словенія) — словенська співачка, яка представляла Словенію на пісенному конкурсі Євробачення 2011 з піснею «No One», де посіла 13 місце з 96-ма балами.

## Біографія
Кеуц народилася 16 січня 1992 року в Мариборі (Словенія). У дитинстві вона приєдналася до «Англійського студентського театру», де отримала великий сценічний досвід, включаючи спів, танці та гру на інструментах.
Мая вперше стала відома широкій публіці після виступу на музичному конкурсі «Slovenija ima talent» («Словенія шукає талант»), на якому вона зайняла друге місце. 
У 2010 році вона приєдналася до групи «Papir», з якими вона випустила альбом «Po viharju». 
У 2011 році по словенському телебаченню було оголошено про набір на участь у попередньому відбірковому турі на Євробачення («Evrosongu 2011»). Мая виконала пісню Матьяжем Влашич «Vanilija» («Ваніль»), з якою вона і перемогла на конкурсі, ставши представником Словенії на конкурсі пісні Євробачення. Однак, на самому Євробаченні буде виконана пісня англійською мовою — «No One».
У жовтні 2011 року разом із Клеменом Слаконья стала ведучою телепроєкту «Місія — Євробачення» (словен. «Misija Evrovizija») на каналі RTV SLO.
У 2012 році вона переїжджає до Роттердаму, де вона вступає на факультет сольного співу на відділ попмузики в музичній академії Codarts.
З третього курсу вона відвідувала джазову програму в Королівській академії музики в Стокгольмі. Закінчила навчання у 2016 році.
У 2014 році вона почала виступати під псевдонімом Amaya, який спочатку використовувала переважно за кордоном. У березні вона презентувала нову пісню «Close to You» під час  шоу Eme.

## Особисте життя
Зустрічалася з Йоном Нільссоном, співаком і клавішником шведської групи Dirty Loops. Вони стали парою та у 2014 році переїхали до Стокгольма. Пізніше вони розлучилися.
Вона живе в Стокгольмі, Швеція.